# Drosophila ruberrimoides
Drosophila ruberrimoides este o specie de muște din genul Drosophila, familia Drosophilidae, descrisă de Zhang și Gan în anul 1986. Conform Catalogue of Life specia Drosophila ruberrimoides nu are subspecii cunoscute.